# Mặt Trăng rỗng

Sơ đồ minh họa cấu trúc bên trong của Mặt Trăng, trái ngược với các lý thuyết "Mặt Trăng rỗng".

Mặt Trăng rỗng, và tàu vũ trụ Mặt Trăng có liên quan chặt chẽ, là những giả thuyết ngụy khoa học đề xuất rằng Mặt Trăng của Trái Đất hoàn toàn rỗng hoặc chứa một không gian bên trong đáng kể. Không có bằng chứng khoa học nào chứng minh ý tưởng này; các quan sát địa chấn và dữ liệu khác được thu thập kể từ khi các thiết bị vũ trụ bắt đầu quay quanh quỹ đạo hoặc hạ cánh trên Mặt Trăng cho thấy rằng nó có lớp vỏ mỏng, lớp phủ rộng và lõi nhỏ, đậm đặc, mặc dù nhìn chung nó ít đậm đặc hơn nhiều so với Trái Đất.
Ấn phẩm đầu tiên đề cập đến Mặt Trăng rỗng là cuốn tiểu thuyết Tiên phong lên Mặt Trăng của H. G. Wells xuất bản năm 1901. Khái niệm Mặt Trăng rỗng (một phần) đã được sử dụng trong khoa học viễn tưởng nhiều lần. Năm 1970, hai tác giả Liên Xô đã đăng một đoạn ngắn trên báo chí nổi tiếng suy đoán rằng Mặt Trăng có thể là "sự sáng tạo của trí thông minh ngoài Trái Đất". Kể từ cuối những năm 1970, giả thuyết này đã được các nhà lý luận âm mưu như Jim Marrs và David Icke tán thành.

## Giới thiệu
Giả thuyết Mặt Trăng rỗng cho rằng bên trong Mặt Trăng là rỗng, thường là sản phẩm của một nền văn minh ngoài Trái Đất. Nó thường được gọi là giả thuyết tàu vũ trụ Mặt Trăng và thường tương ứng với niềm tin vào UFO hoặc các nhà du hành vũ trụ cổ.
Ý tưởng về Mặt Trăng rỗng lần đầu tiên xuất hiện trong khoa học viễn tưởng, khi H. G. Wells viết về Mặt Trăng rỗng trong cuốn sách Tiên phong lên Mặt Trăng năm 1901 của ông. Khái niệm hành tinh rỗng không phải là mới; cuộc thảo luận đầu tiên về Trái Đất rỗng là của nhà khoa học Edmond Halley vào năm 1692.